# Porta Nera (Besançon)

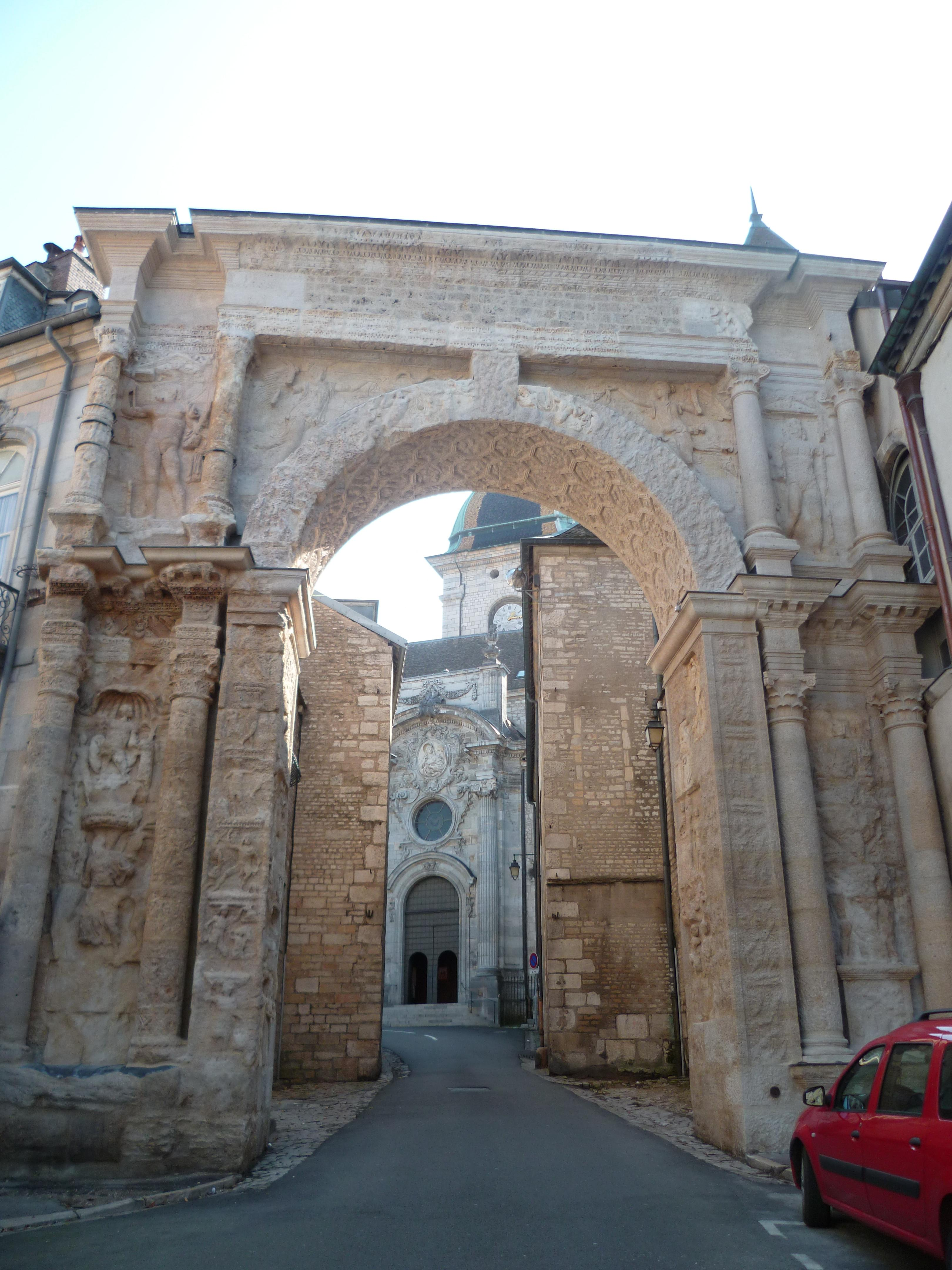
La Porta Nera di Besançon

La Porta Nera (Porte Noire in francese) è un arco gallo-romano edificato intorno al 175 sotto Marco Aurelio (161-180), che si trova a Besançon (antica Vesontium) nel dipartimento francese del Doubs (Franca Contea).
La Porta Nera è iscritta alla lista dei monumenti storici francesi dal 1840.

## Storia
Il monumento venne edificato per celebrare le vittorie militari di Marco Aurelio e di Lucio Vero contro i Parti (165-166): in uno dei rilievi si riconosce la rappresentazione della presa di Ctesifonte. Sul lato opposto, oggi perduto, i rilievi potevano riferirsi alle guerre di Marco Aurelio contro i Quadi e i Marcomanni e contro i Sarmati. È stato ipotizzato che l'erezione dell'arco sia stata collegata ai disordini presso i Sequani, verificatisi negli anni 171-175, menzionati nell'Historia Augusta.
In origine era un arco isolato, interamente ricoperto su tutti i lati di rilievi che rappresentavano divinità della mitologia greco-romana e scene di combattimento, oggi molto rovinati e conservati parzialmente solo sul lato settentrionale (rivolto verso la città). Si trovava all'estremità meridionale del cardine massimo cittadino, in direzione di Roma.

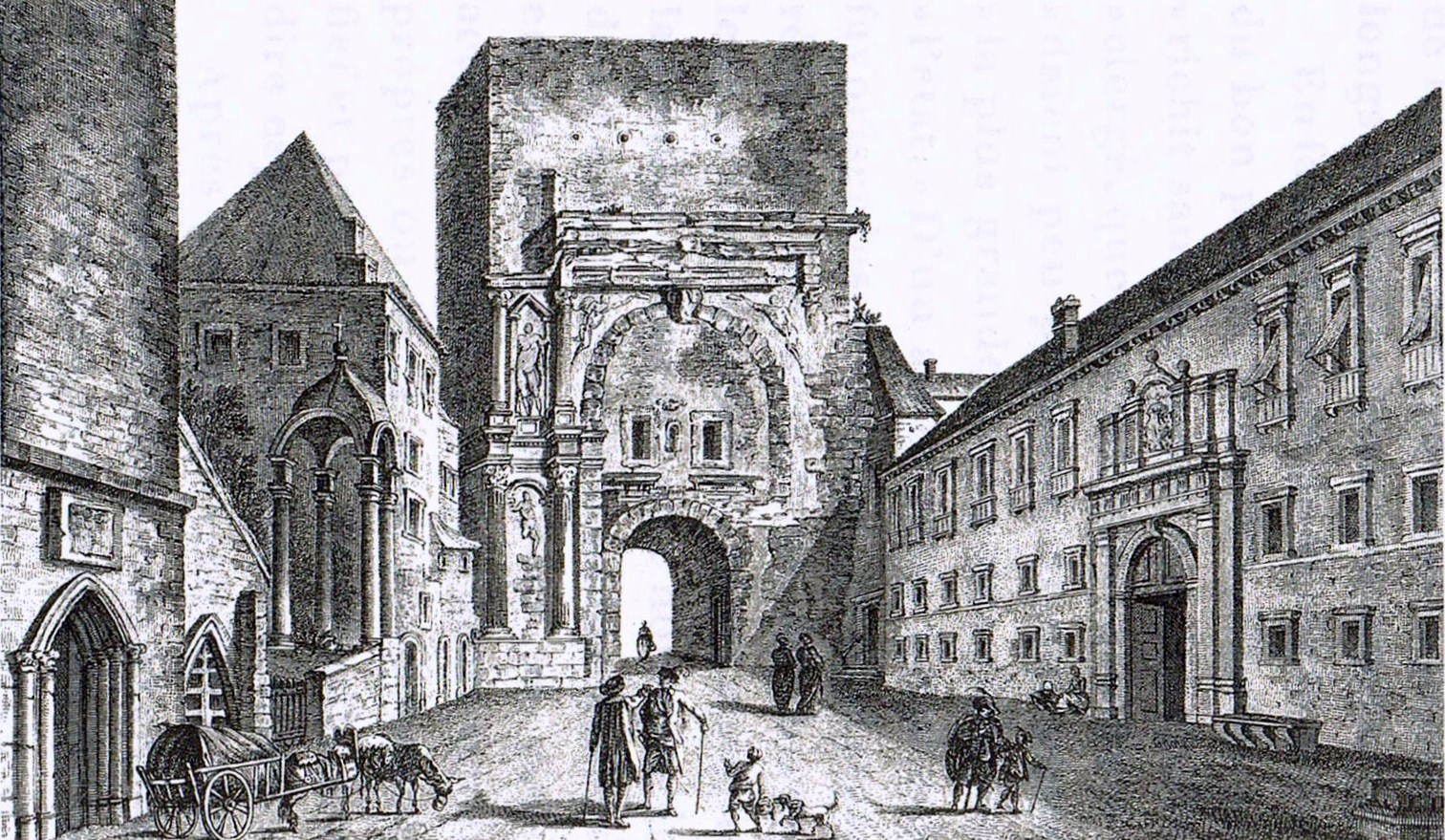
La Porta Nera nel 1825, inglobata nelle fortificazioni medievali

In epoca medievale segnò il limite tra il quartiere capitolare, sorto intorno alla cattedrale, e la città vecchia che si elevava sui resti dell'abitato romano. Venne citata nei documenti come porta civitatis ("porta della città"), "Porta di Marte" (a causa dell'errata identificazione di una delle divinità raffigurate). Dalla metà dell'XI secolo prevalse la denominazione attuale.
Agli inizi del XV secolo la sua proprietà fu oggetto di contesa tra il capitolo della cattedrale e la comunità cittadina. In data imprecisata fu incorporata in una grande fortificazione quadrangolare di m 21,30 di altezza, con il fornice antico parzialmente murato e l'apertura di un arco più basso per il passaggio. L'inglobamento comportò la distruzione del pilone occidentale dell'arco. Anche il pilone orientale fu danneggiato dalle costruzioni che vi si erano addossate (palazzi dell'arcivescovato e del rettorato).
L'arco era fortemente danneggiato alla fine del Settecento e minacciava di crollare. L'architetto municipale Pierre Marnotte si occupò della demolizione della fortezza e il restauro dell'arco venne completato nel 1827. Un nuovo intervento di consolidamento e di pulitura è stato completato nel 2011.

## Descrizione
Si trattava in origine di un arco isolato a un solo fornice, particolarmente slanciato in altezza (il fornice raggiungeva un'altezza di 11,30 m) per una profondità piuttosto ridotta. Il fornice era fiancheggiato da coppie di colonne sporgenti dalla parete, su due ordini, con capitelli compositi. Al di sopra della trabeazione superiore sorgeva un basso attico che fungeva da basamento per statue onorarie. L'arco raggiungeva un'altezza complessiva di 16,56 m.
È costruito in pietra di Vergenne, una pietra tenera proveniente dall'Alta Saona, che per la sua poca resistenza ha determinato la scomparsa di gran parte della decorazione.
Dal punto di vista architettonico la parte centrale con il fornice è articolata in un volume autonomo rispetto ai piloni laterali (con i due ordini di colonne non raccordati in altezza con il fornice), in modo insolito per la tipologia degli archi trionfali.
Tutte le superfici libere, compresi i fusti delle colonne, sono rivestite da rilievi con figure, disposti su registri sovrapposti, a tema prevalentemente mitologico. I rilievi della facciata meridionale e del pilone occidentale sono quasi del tutto scomparsi. La decorazione interessa anche parti degli elementi architettonici che normalmente sono lasciate lisce, come le basi, le fasce dell'architrave e incorniciature delle scene. Il gusto per la sovrabbondanza ornamentale è frequente nell'architettura della Gallia romana in tutte le epoche, ma in particolare, con modalità simili, nei monumenti databili all'epoca di Marco Aurelio.

## Soggetti dei rilievi figurati
I rilievi figurati presenti sull'arco sono caratterizzati solo in minima parte dalle tipiche scene trionfali con raffigurazioni dell'imperatore e degli eserciti o dalla presenza delle consuete personificazioni, e piuttosto offrono una ricca serie di divinità olimpiche e di eroi della mitologia greca . Sono presenti temi collegati a Bacco e ad Ercole, ma anche scene mitologiche relativamente rare. Si tratta di "esempi"positivi e negativi, utilizzati nell'ambito della propaganda imperiale per esaltare l'azione ordinatrice dell'imperatore contro il caos e i ribelli e spostarla in un ambito a-temporale e universale

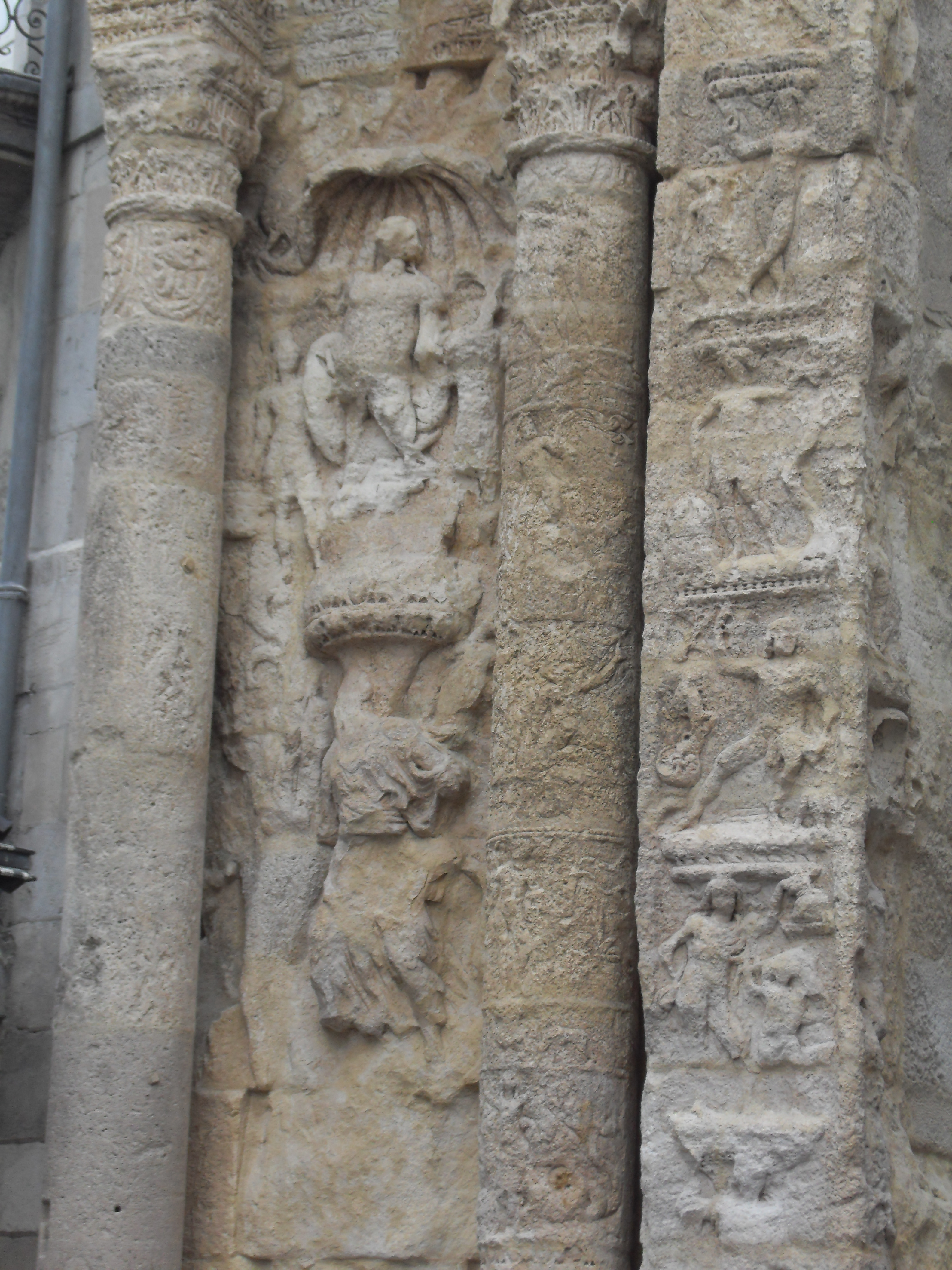
Pilone est, ordine inferiore sulla facciata nord (e piedritto est)

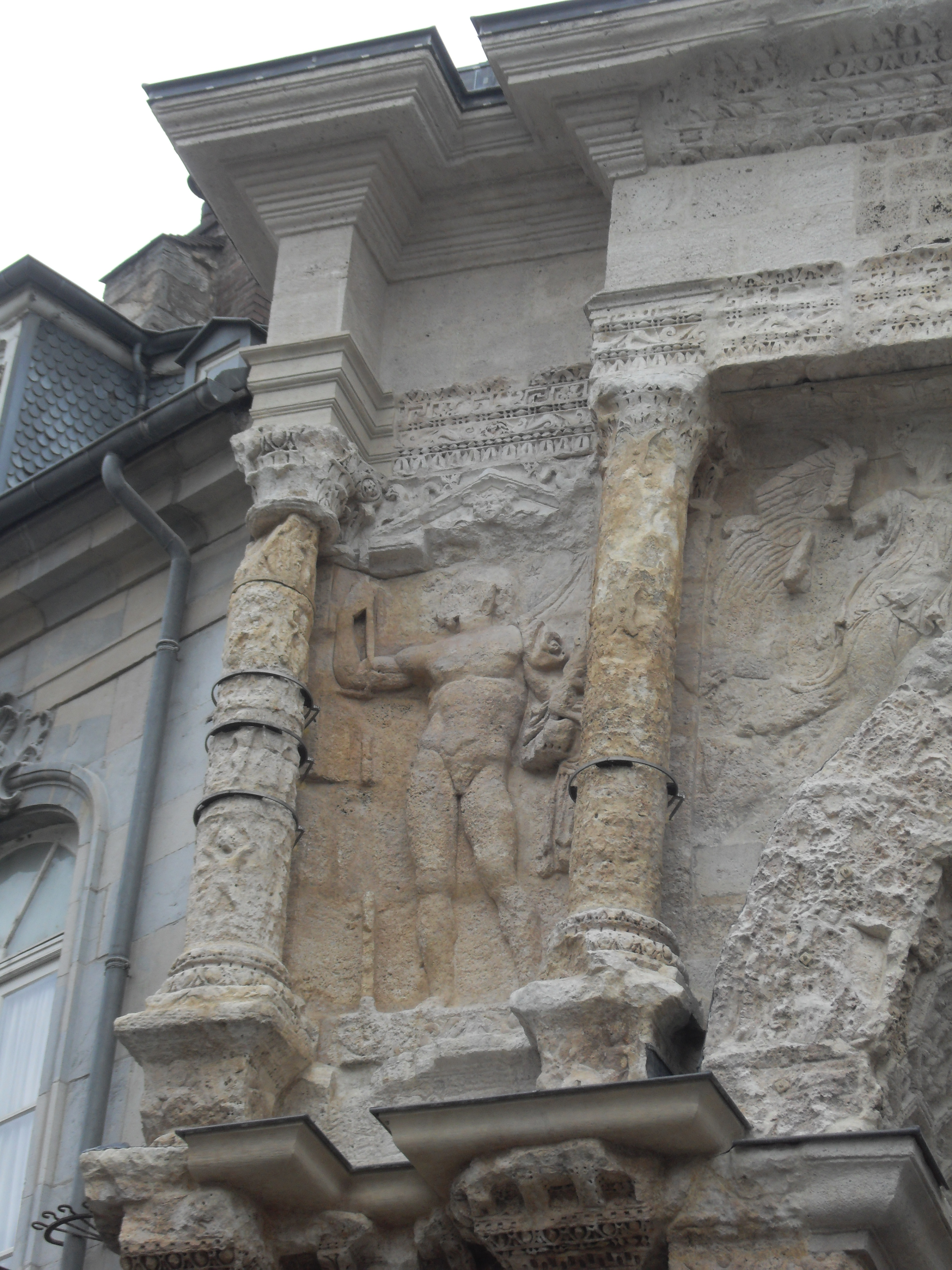
Pilone est, ordine superiore sulla facciata nord

### Rilievi del pilone orientale (facciata nord)
- Ordine inferiore, fusto della colonna di sinistra: i rilievi sono scomparsi ad eccezione di una piccola parte superiore del fusto, dove si conservano maschere e armi con nastri
- Ordine inferiore, superficie tra le colonne (dal basso in alto, due registri separati da una mensola su cui poggia il personaggio superiore): Venere con due amorini, rivolta verso sinistra; Marte con due soldati armati, rivolto verso destra.
- Ordine inferiore, fusto della colonna di destra (dal basso in alto, scene figurate su cinque registri, separati da fasce con fregi ornamentali): Andromeda o Esione incatenata alla roccia; Ercole in un santuario rustico; Teseo e il Minotauro; la pazzia di Aiace Telamonio; Dedalo e Icaro.
- Trabeazione dell'ordine inferiore: fregio con armi e un barbaro prigioniero al centro e due cantari riempiti di frutti ai lati.
- Ordine superiore, zoccolo: fregio con scudi al centro e soldati portainsegne ai lati
- Ordine superiore, fusto della colonna di sinistra (dal basso in alto, personaggi su quattro registri): atlanti; baccanti; amorini; quarto registro con personaggi non identificabili

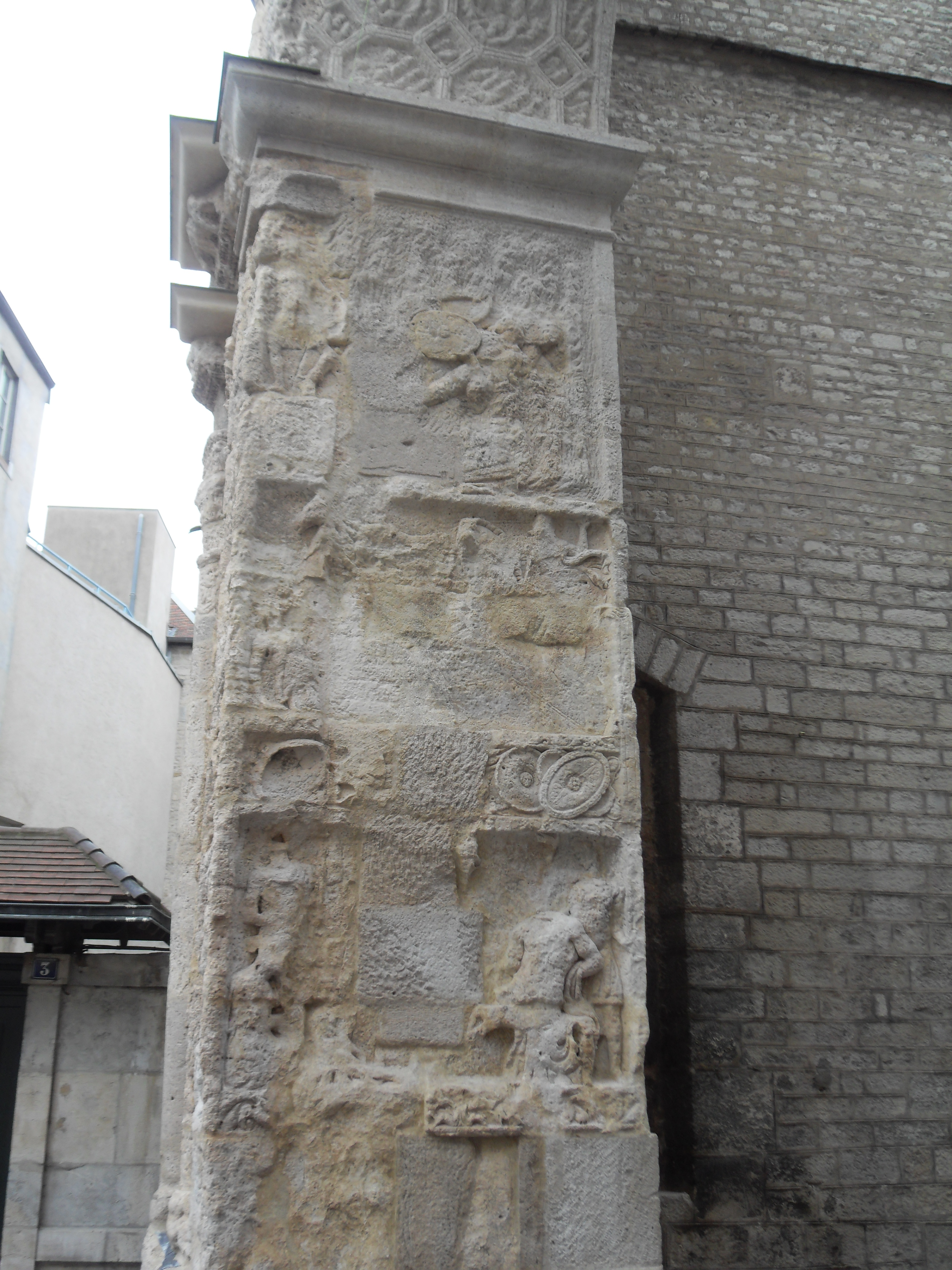
Rilievi del lato sul passaggio del piedritto ovest

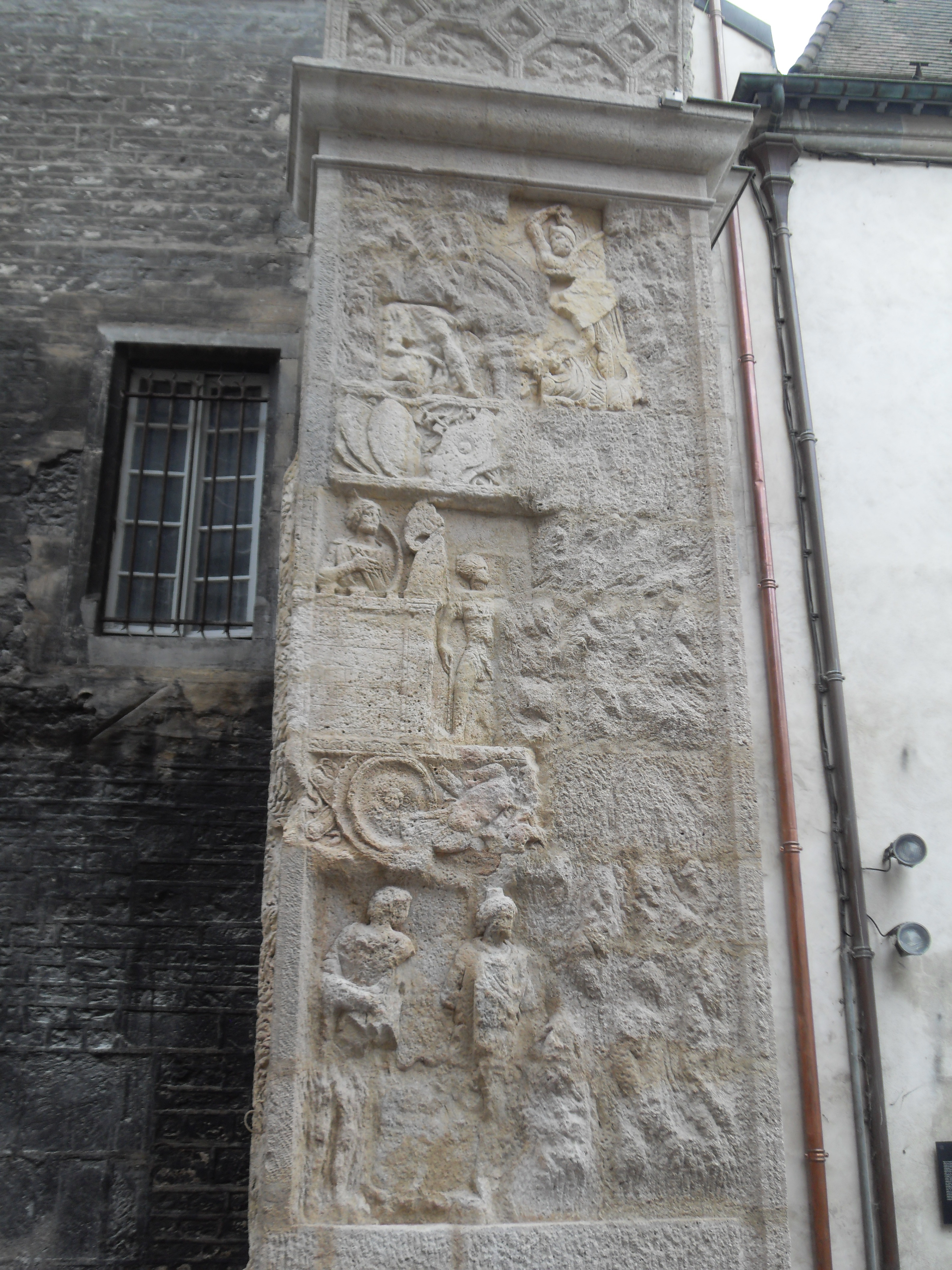
Rilievi del lato sul passaggio del piedritto ovest

- Ordine superiore, spazio tra le colonne: uno dei Dioscuri sotto un frontone con gorgoneion
- Ordine superiore, fusto della colonna di destra: decorazione di foglie di alloro embricate (disposte a squame)

### Rilievi della parte centrale dell'arco (facciata nord, passaggio e facciata sud)
L'archivolto poggia su piedritti decorati sia sulla faccia esterna che sulla faccia visibile dal passaggio. Al centro dell'archivolto è presente una chiave di volta e altri rilievi si trovano nei pennacchi (spazi di risulta tra l'archivolto e la trabeazione dell'ordine superiore che lo sormonta). Il fregio della trabeazione dell'ordine superiore reca un'iscrizione. Anche la volta presentava una decorazion, di cui si conservano solo frammenti.
- Piedritto est (di sinistra), lato esterno nord (dal basso in alto, sei registri con personaggi poggianti su mensole decorate): Vulcano; Mercurio con un accolito; Bacco; un personaggio non identificato intento a raccogliere frutti; Apollo con la lira accompagnato da un accolito; Ercole che uccide l'Idra di Lerna. Il coronamento del piedritto è articolato in tre fregi sovrapposti, con scudi, delfini e mostri marini.
- Piedritto est (di sinistra), lato sul passaggio (dall'alto in basso, secondo l'ordine cronologico degli avvenimenti narrati, tre registri con scene storiche separati da fregi decorati con armi): combattimento di fanteria contro barbari occidentali; attacco della cavalleria contro barbari in fuga; sottomissione dei barbari all'imperatore. Lo zoccolo è decorato con girali vegetali
- Piedritto est, lato esterno sud: restano tracce di una scena con morte di un personaggio mitologico
- Piedritto ovest (di destra), lato sul passaggio (dall'alto in basso, secondo l'ordine cronologico degli avvenimenti narrati, tre registri con scene storiche solo parzialmente conservate): combattimento di fanteria contro barbari orientali; assedio di Ctesifonte; barbari orientali prigionieri. Sul lato esterno del piedritto si conservano solo un frammento di panneggio e la gamba di uno dei Dioscuri, disposto simmetricamente al piedritto sul lato opposto.
- Archivolto e chiave di volta (lato nord): fregio con Gigantomachia (Giove, nella chiave di volta, che lancia folgori contro i Giganti
- Pennacchi dell'arco (lato nord): Vittorie alate in volo
- Trabeazione superiore (lato nord): fregio con iscrizione in lettore di bronzo nella parte centrale, tra geni alati inginocchiati

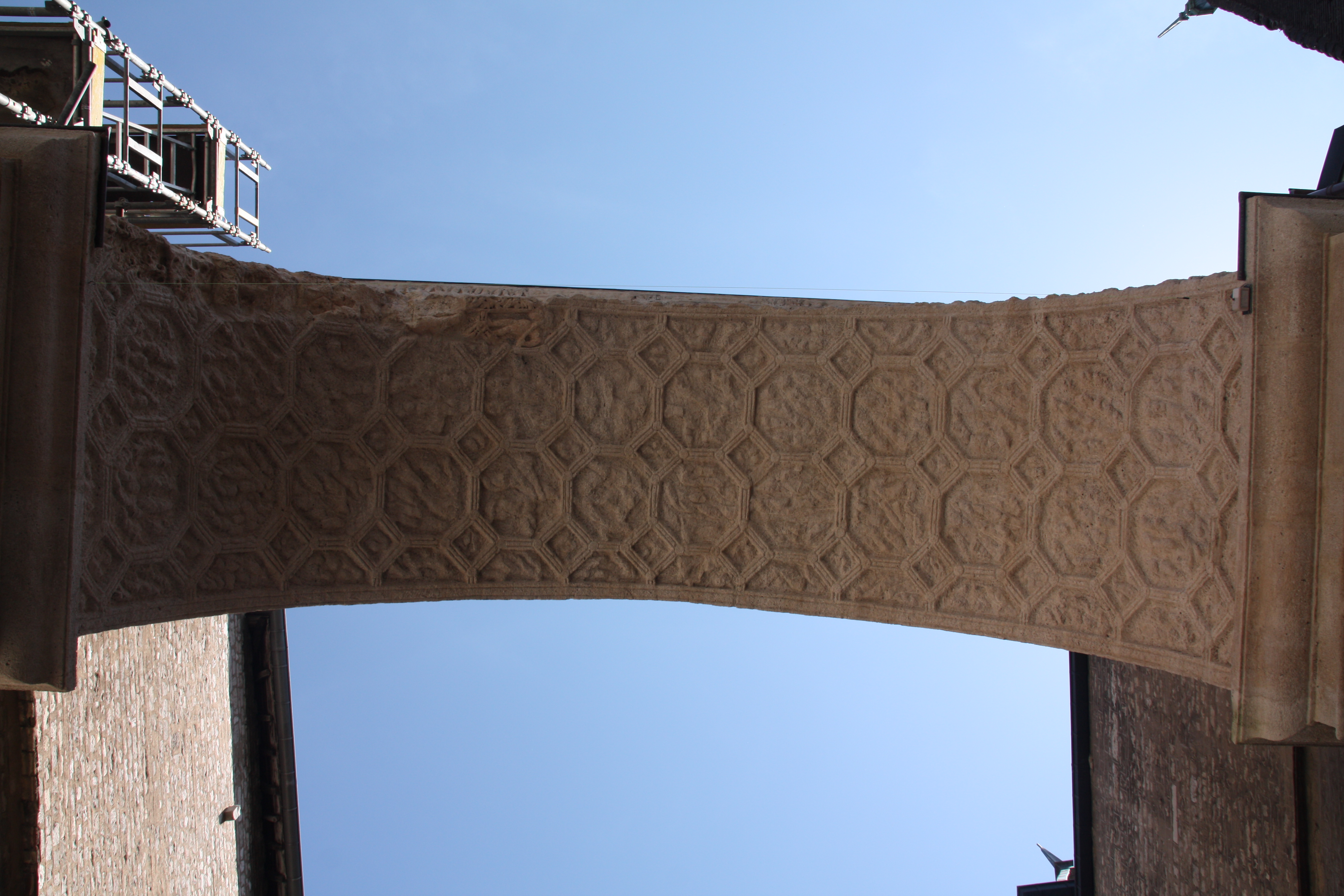
Decorazione del soffitto

*Soffitto voltato dell'arco, con decorazione su schema ad ottagoni e quadrati che inquadra amorini che giocano con le armi di Marte

### Rilievi del pilone orientale (facciata sud)

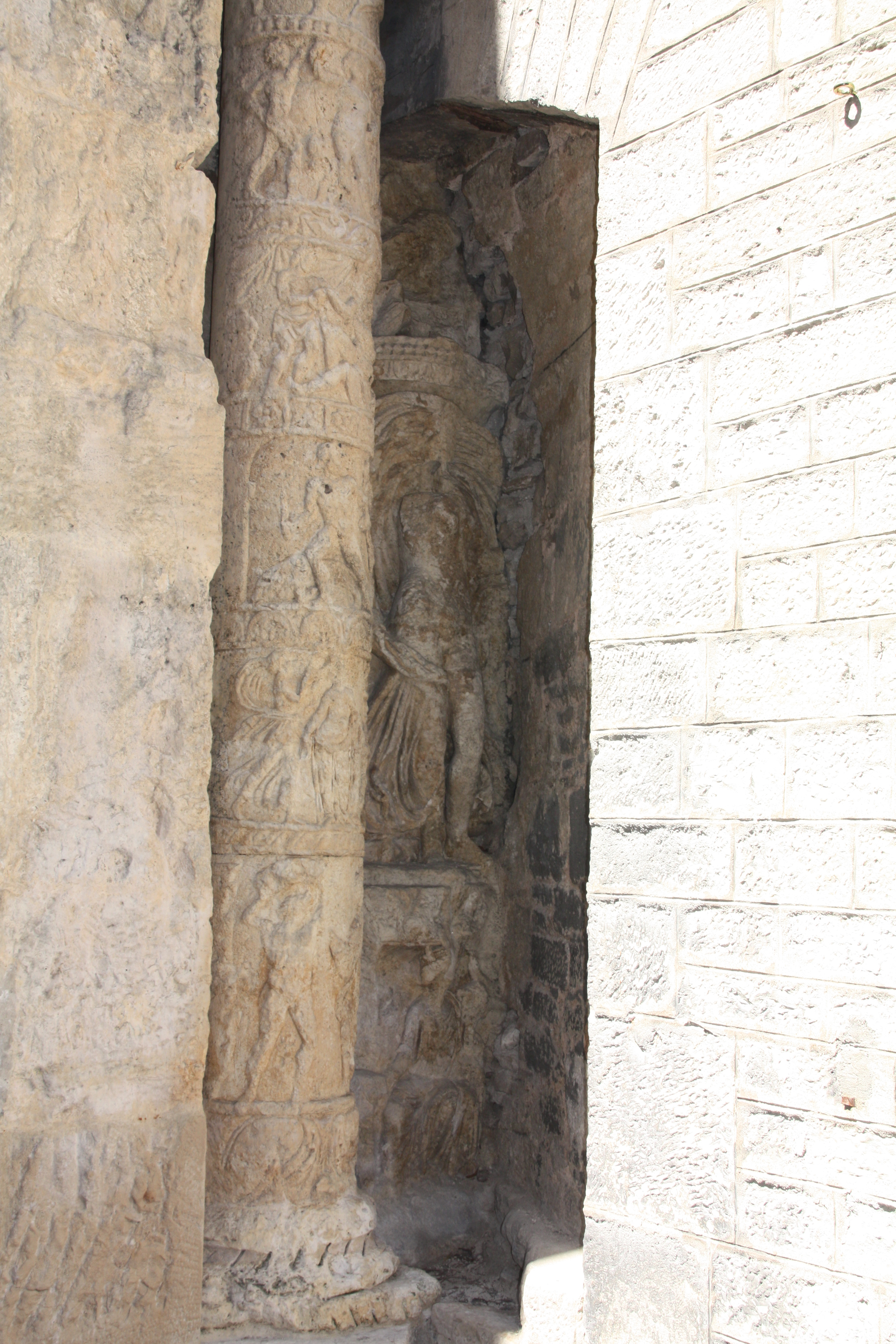
Rilievi della facciata sud, pilone orientale

- Ordine inferiore, fusto della colonna di sinistra (dal basso in alto, scene mitologiche su sei registri separati da fasce decorate): combattimento tra Minerva e il gigante Encelado; Bacco con due baccanti; Aiace Telamonio impazzito incitato da Lissa; Sileno ebbro con due satiri; ancora Bacco con satiro e baccante; uccisione da parte di Ercole del centauro Nesso con Deianira sulla groppa.
- Ordine inferiore, superficie tra le colonne (inglobata nella muratura dell'arcivescovado): zoccolo con fregio che raffigura la divinità protettrice della città, con patera e corno dell'abbondanza; personaggi mitologici su due registri: Ebe ascende all'Olimpo con Ercole divinizzato, e Leda con il cigno.

### Rilievi del pilone orientale (lato corto orientale)
Il lato corto orientale dell'arco è attualmente interamente inglobato nel palazzo dell'arcivescovato, ma fu visto e disegnato nel Settecento: dal basso in alto sono rappresentati: sullo zoccolo la rappresentazione del fiume Doubs, nella cui ansa sorge la città romana; nello spazio corrispondente all'ordine inferiore Ganimede nutre l'aquila di Giove con tendaggi e armi appese sullo sfondo; in corrispondenza dell'ordine inferiore due serie di pannelli su quattro registri sovrapposti, separati da un candelabro vegetale, con diversi personaggi.